# Typkonvertering
Typkonvertering är ett sätt att transformera datatypen för att uttryck från en typ till en annan typ. Till exempel är en vanlig konvertering att göra ett heltalsvärde till ett flyttalsvärde. Man skiljer även på konvertering som gör implicit (av kompilatorn) eller explicit av programmeraren.